# クリストファー・カンバーランド
クリストファー・マーク・カンバーランド（Christopher Mark Cumberland、1973年1月15日 - ）は、アメリカ合衆国フロリダ州出身の元プロ野球選手（投手）。アメリカ時代の登録名はChris Cumberland。

## 来歴
カントリー高からパスコエルナンド短大を経て、1992年のMLBドラフト48巡目でヤンキースに入団。
技巧派サウスポーとして期待され、1994年には
1Aでチーム最多の14勝と活躍するも球威の無さから
その後は伸び悩み、ツインズ、レッドソックスのマイナーチームを転々とするも、メジャーには昇格できなかった。
2000年、マイナー時代のチームメイトであるサルバトーレ・ウルソーと共に広島東洋カープに入団。左の先発候補として期待され、開幕ローテーション入りすると3戦目に先発に抜擢。しかし打者5人に対して3失点を許し、1/3イニングでKO、即二軍降格となる。その後はセットポジションで制止できないという弱点も見付かり、二軍で1試合4ボークの不名誉な最多タイ記録も作ってしまった。この惨状から早々に見切られてしまい、同時に入団したジェフ・ボールと共に5月7日に自由契約となる。僅か開幕1か月でのスピード解雇であった。
その後は2004年までマイナーリーグや独立リーグでプレーし、現役引退。

## エピソード
- 広島監督の達川光男（当時：晃豊）や広島ファンは彼の苗字をもじって「カンバーランドががんばーらんと困る」という駄洒落のネタにしていた。

- 父はMLB通算15勝の投手で引退後もコーチとして活躍した、ジョン・カンバーランド。

## 詳細情報

### 年度別投手成績
| 年 度     | 球 団     | 登 板 | 先 発 | 完 投 | 完 封 | 無 四 球 | 勝 利 | 敗 戦 | セ 丨 ブ | ホ 丨 ル ド | 勝 率 | 打 者 | 投 球 回 | 被 安 打 | 被 本 塁 打 | 与 四 球 | 敬 遠 | 与 死 球 | 奪 三 振 | 暴 投 | ボ 丨 ク | 失 点 | 自 責 点 | 防 御 率 | W H I P |
| --------- | --------- | ----- | ----- | ----- | ----- | -------- | ----- | ----- | -------- | ----------- | ----- | ----- | -------- | -------- | ----------- | -------- | ----- | -------- | -------- | ----- | -------- | ----- | -------- | -------- | ------- |
| 2000      | 広島      | 1     | 1     | 0     | 0     | 0        | 0     | 1     | 0        | --          | .000  | 5     | 0.1      | 3        | 0           | 1        | 0     | 0        | 0        | 0     | 0        | 3     | 3        | 81.00    | 12.00   |
| 通算：1年 | 通算：1年 | 1     | 1     | 0     | 0     | 0        | 0     | 1     | 0        | --          | .000  | 5     | 0.1      | 3        | 0           | 1        | 0     | 0        | 0        | 0     | 0        | 3     | 3        | 81.00    | 12.00   |

### 記録
NPB
- 初登板・初先発：2000年4月2日、対読売ジャイアンツ3回戦（東京ドーム）、1/3回3失点で敗戦投手

### 背番号
- 42 （2000年）